# 冬季オリンピックの競技一覧
冬季オリンピックの競技一覧（とうきオリンピックのきょうぎいちらん）は、冬季オリンピックのスポーツ競技の一覧である。

## スキー

### アルペンスキー
- 男子回転
- 女子回転
- 男子大回転
- 女子大回転
- 男子スーパー大回転
- 女子スーパー大回転
- 男子滑降
- 女子滑降
- 男子複合
- 女子複合
- 混合団体

### クロスカントリースキー
- 男子スプリント
- 女子スプリント
- 男子30kmパシュート
- 女子15kmパシュート
- 男子15kmクラシカル
- 女子10kmクラシカル
- 男子50kmフリー
- 女子30kmフリー
- 男子チームスプリント
- 女子チームスプリント
- 男子4×10kmリレー
- 女子4×5kmリレー

### スキージャンプ
- 男子ノーマルヒル
- 女子ノーマルヒル
- 男子ラージヒル
- 男子ラージヒル団体
- 混合団体

### ノルディック複合
- 男子個人ノーマルヒル
- 男子個人ラージヒル
- 男子団体

### バイアスロン
- 男子10kmスプリント
- 女子7.5kmスプリント
- 男子20km個人
- 女子15km個人
- 男子12.5kmパシュート
- 女子10kmパシュート
- 男子4×7.5kmリレー
- 女子4×6kmリレー
- 男子15kmマススタート
- 女子12.5kmマススタート
- 混合リレー

### フリースタイルスキー
- モーグル
  - 男子
  - 女子
- エアリアル
  - 男子
  - 女子
  - 混合団体
- ハーフパイプ
  - 男子
  - 女子
- スキークロス
  - 男子
  - 女子
- スロープスタイル
  - 男子
  - 女子
- ビッグエア
  - 男子
  - 女子

## スノーボード
- ハーフパイプ
  - 男子
  - 女子
- パラレル大回転
  - 男子
  - 女子
- スノーボードクロス
  - 男子
  - 女子
  - 混合団体
- スロープスタイル
  - 男子
  - 女子
- ビッグエア
  - 男子
  - 女子

## スケート

### スピードスケート
- 男子500m
- 女子500m
- 男子1000m
- 女子1000m
- 男子1500m
- 女子1500m
- 男子5000m
- 女子3000m
- 男子10000m
- 女子5000m
- 男子マススタート
- 女子マススタート
- 男子団体パシュート（3人チーム）
- 女子団体パシュート（3人チーム）

### ショートトラックスピードスケート
- 男子500m
- 女子500m
- 男子1000m
- 女子1000m
- 男子1500m
- 女子1500m
- 男子5000mリレー
- 女子3000mリレー
- 混合リレー

### フィギュアスケート
- 男子シングル
- 女子シングル
- ペア
- アイスダンス
- 団体戦

## ソリ
- ボブスレー
  - 男子2人乗り
  - 女子2人乗り
  - 男子4人乗り
  - 女子1人乗り
- リュージュ
  - 男子1人乗り
  - 女子1人乗り
  - 男子2人乗り
  - チームリレー
- スケルトン
  - 男子1人乗り
  - 女子1人乗り

## その他
- カーリング
  - 男子
  - 女子
  - 混合ダブルス
- アイスホッケー
  - 男子
  - 女子